# Municipio de Eldred (condado de Warren)
El municipio de Eldred (en inglés: Eldred Township) es un municipio ubicado en el condado de Warren en el estado estadounidense de Pensilvania. En el año 2000 tenía una población de 709 habitantes y una densidad poblacional de 8 personas por km².

## Geografía
El municipio de Eldred se encuentra ubicado en las coordenadas 41°46′00″N 79°32′59″O / 41.76667, -79.54972.

## Demografía
Según la Oficina del Censo en 2000 los ingresos medios por hogar en la localidad eran de $35,000 y los ingresos medios por familia eran $36,364. Los hombres tenían unos ingresos medios de $29,226 frente a los $18,750 para las mujeres. La renta per cápita para la localidad era de $13,132. Alrededor del 11,9% de la población estaban por debajo del umbral de pobreza.